# Братское (Вологодский район)
Братское — деревня в Вологодском районе Вологодской области.
Входит в состав Кубенского сельского поселения, с точки зрения административно-территориального деления — в Кубенский сельсовет.
Расстояние по автодороге до районного центра Вологды — 35 км, до центра муниципального образования Кубенского — 5 км. Ближайшие населённые пункты — Горбунка, Морино, Пазино, Мусино, Потанино, Косая Горка.
По данным переписи в 2002 году постоянного населения не было.